# RP-3

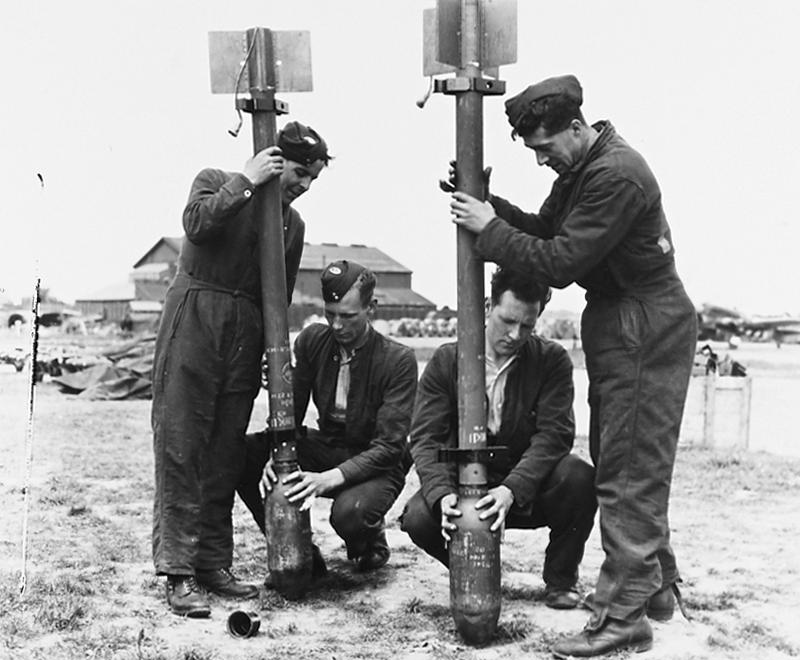
Armeros de la RAF instalando las ojivas de dos RP-3.

EL RP-3 (Rocket Projectile 3, Proyectil de cohete de 3 pulgadas) fue un cohete aire-tierra (es decir, utilizado desde aviones para realizar ataques al suelo) fabricado y utilizado por los británicos durante la Segunda Guerra Mundial. Podía utilizar una ojiva de 27 kg (60 lb) por lo que también se lo denominaba "60 lb rocket" (cohete de 60 lb).
Fue utilizado por diversos modelos de aviones. Destaca el ataque con cohetes RP-3 al submarino U-752 el 23 de mayo de 1943 y, también, el uso de estos cohetes en el aplastamiento de la resistencia alemana en la bolsa de Falaise (agosto de 1944). En 1945 algunos tanques británicos contaban con dos guías de lanzamiento a cada lado de la torreta.

## Historia
El cohete no guiado de 76 mm (3 pulgadas) fue un desarrollo del cohete de 51 mm (2 pulgadas), que ya estaba en servicio en las Fuerzas Armadas Británicas y era utilizado en las baterías antiaéreas que defendían las islas de los ataques de la Luftwaffe.
Cuando las fuerzas alemanas intervinieron en Libia a partir de principios de 1941 se hizo patente que la RAF no tenía armas capaces de causar daño o destrucción de vehículos blindados, en particular los tanques Panzer IV y Panzer III. En abril de 1941 se creó un panel para estudiar "Métodos de Atacar Vehículos Blindados". Los tipos de armas investigados incluyeron el cañón Vickers S 40 mm, el Bofors 40 mm y el cañón T9 de 37 mm del P-39 Airacobra. Se reconoció que estas armas solo eran capaces de destruir tanques ligeros y transporte motorizado y la utilización de armas más grandes en cazabombarderos se excluía debido al peso y dificultades con el retroceso. El subdirector de Investigación del Armamento propuso la idea de usar proyectiles cohete como un medio de transportar una gran ojiva capaz de destruir o dañar tanques pesados. La información recibida de los rusos indicaba el empleo de cohetes RS-82 contra los alemanes en las fases iniciales de la Operación Barbarroja. En septiembre de 1941 se decidió centrarse en el desarrollo de dos modelos de cohetes, uno con una ojiva de 10,4 kg (23 libras) y calibre de 51 mm (2 pulgadas) y otro con una ojiva de 9 kg (20 libras) y calibre de 76 mm (3 pulgadas). Como base para desarrollar estos proyectiles se tomó el cohete de 51 mm usado en las baterías antiaéreas.
Antes de que la nueva arma se declarara apta para el servicio, se realizaron extensas pruebas por el departamento de Instrumento, Armamento y Vuelo de Defensa (I.A.D.F) en Farnborough. Aviones Hurricane se equiparon con cohetes en junio y julio de 1942 y las pruebas se realizaron de septiembre a noviembre para evaluar el empleo en combate del cohete. Al mismo tiempo el Establecimiento de Avión y Armamento Experimental (A&AEE) tuvo que desarrollar la táctica para todos los tipos de avión que se debían armar con el cohete.
El primer uso en combate sucedió en el Desierto Occidental, como arma "rompetanque" del Hurricane Mk.IIE. Se vio que las ojivas antiblindaje de 11,4 kg (25 libras) eran ineficaces contra el Tiger I. Con el éxito de la Artillería Real empleando proyectiles explosivos con su obús de 25 libras, se decidió diseñar una nueva ojiva "semi antiblindaje" (SAP) de 60 libras. Poco después del despliegue inicial en Túnez se emplearon contra submarinos. Se descubrió que si los cohetes se lanzaban en un ángulo plano, cerca de la superficie, la trayectoria de los cohetes se torcía y perforaban los objetivos debajo del agua. El primer U-boot destruido con la ayuda de un ataque de cohetes fue el U-752 (Kapitän-Leutnant Schroeter), el 23 de mayo de 1943 por un Fairey Swordfish. Los cohetes usados en esta ocasión tenían ojivas macizas, de hierro fundido. Uno de éstos perforó directamente el casco de presión del submarino, siendo barrenado y abandonado. El 28 de mayo de 1943 un Hudson destruyó un U-boot en el Mediterráneo, el primero destruido únicamente por cohetes. Desde entonces hasta el final de la Segunda Guerra Mundial en Europa, se usaron los cohetes como arma principal antibuque y antisubmarina (junto a torpedos, a los que hasta cierto punto sustituyeron).
Posiblemente la mejor acción de combate conocida que implica cohetes RP-3 sucedió en Falaise a mediados de agosto de 1944. Las fuerzas alemanas se retiraban para evitar ser atrapadas en un movimiento de pinza, cayendo en un intenso ataque aéreo. Entre los bombarderos que atacan las columnas alemanas estaban los Typhoon con sus cohetes, reclamando cientos de tanques y transportes. Sin embargo, después del estudio del campo de batalla se constató que muchos menos vehículos (17 en total) habían sido destruidos solo por cohetes. Lo que estaba claro era que en el calor de batalla era mucho más difícil para los pilotos lanzar las armas al no encontrar las condiciones necesarias para la exactitud. El humo, el polvo y los escombros en las áreas objetivo hicieron que la evaluación exacta del daño real causado fuera casi imposible. Sin embargo, también estaba claro que los ataques de cohetes eran devastadores para la moral de las tropas enemigas: muchos vehículos se abandonaron intactos o con daño superficial y el interrogatorio de alemanes capturados mostró que hasta que punto la perspectiva de verse bajo el ataque de cohetes era aterrador.
En 1945 algunos Sherman británicos se equiparon con dos rieles, uno a cada lado de la torreta, para llevar dos cohetes con ojivas de 27 kg (60 libras). Estos fueron usados en el cruce del Rin por los tanques de los Guardias Coldstream. Los tanques se llamaron "Sherman Tulip". Los cohetes eran muy imprecisos cuando eran disparados desde un tanque, ya que partían de un punto inmóvil y tenían poco torbellino de hélice sobre las aletas. A pesar de esto, el RP-3 fue valorado por los tanquistas por el efecto destructivo de su ojiva de 27 kilogramos.
Los RP-3 fueron también usados para las lanchas de desembarco armadas, usados para el bombardeo de la orilla durante los desembarcos anfibios. Una LCT(R) s llevaba hasta 1.000 lanzadores y 5.000 cohetes. Se afirmaba que la capacidad de fuego era equivalente a 80 cruceros ligeros o 200 destructores.

## Diseño
El nombre del cohete se debía al diámetro de su cuerpo. En el extremo delantero se atornillaba una ojiva de tres tipos: una carga de 27 kilos de alto poder explosivo, una carga antiblindaje de 11,25 kilos o una carga de 5 kilos para prácticas. En la parte trasera contaba con cuatro pequeñas aletas utilizadas como estabilizadores. El cuerpo del cohete era un tubo de hierro de 76 mm de diámetro (3 pulgadas, por eso el nombre). El tubo contenía 5 kg de cordita que era la sustancia propulsora. La ojiva se atornillaba al extremo superior del tubo, usualmente con una carga de 27 kg HE (high explosive, alto poder explosivo) o con una de 11,25 kg AP (armour piercing, perforante de blindaje), aunque muchas más estaban disponibles y eran compatibles para ser utilizadas en un tubo normal de cohete RP-3.
En la parte trasera del tubo se encontraban 4 pequeñas aletas que producían la mínima rotación necesaria (del cohete) para estabilizarlo. Debido al hecho de que el cohete no podía guiarse, hacer blanco era una cuestión de buen juicio y experiencia. Además, el cohete sufría bastante perdida de trayectoria (cuanto más lejos estaba el blanco, menos lineal era la trayectoria del cohete y por ende más se desviaba), por lo que salvo que se estuviese en un picado, apuntar era un asunto difícil. Los rieles de lanzamiento iban fijados en las alas de los aviones, no podían ser lanzados y provocaban bastante resistencia por lo que el avión que los tenía instalados obtenía menores prestaciones.
Como resultado, la precisión del cohete era muy pobre, aunque si llegaba a hacer blanco los resultados eran muy satisfactorios. Contra blancos poco veloces y muy grandes (como buques, etc) el RP-3 era un arma formidable y es por esto que la primera vez que se utilizó un cohete de 3 pulgadas fue en una operación antibuque en 1942.
Los motores de cohetes de 3 pulgadas (sin ojiva) se utilizaron en la bomba antibunker Disney, 19 cohetes junto con la gravedad impulsaban los 2.000 kg (4.500 libras) de la bomba a 990 millas por hora (1.590 km/h) en el impacto contra el objetivo.

## En combate

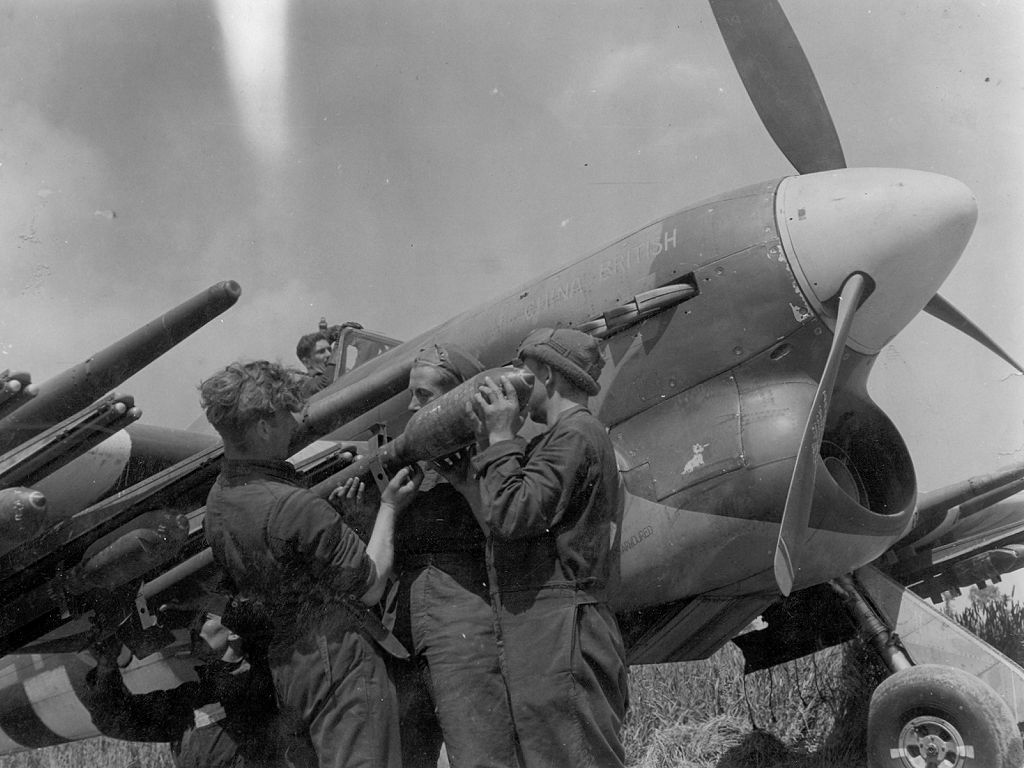
Cohetes RP-3 siendo cargados en un Hawker Thypoon.

El RP-3 fue utilizado en los cazabombarderos británicos Hawker Typhoon y Bristol Beaufighter. Una instalación típica consistía en 4 cohetes sobre los rieles de lanzamiento debajo de cada ala, de manera que sean disparados en pares hacia el blanco (uno del ala derecha junto con otro del ala izquierda) Los bombarderos De Havilland Mosquito también fueron una plataforma popular para el lanzamiento de cohetes, ya que eran capaces de cargar 8 cohetes, 4 debajo de cada ala. Inclusive una variante del Mosquito fue equipada con un lanzador rápido de cohetes de 57 mm (2 pulgadas) lo que le otorgó al Mosquito un poder de fuego similar a la salva de un crucero, lo que lo convirtió en un excelente avión antibuque. 
En 1945 algunos tanques Sherman británicos fueron equipados con dos rieles de lanzamiento, uno a cada lado de la torreta, para que pudiesen lanzar 2 cohetes con una ojiva HE de 27 kg de cada uno, lo que les valió el nombre de Sherman Tulips (Tulipanes de Sherman). Estos Sherman modificados fueron utilizados en el cruce del Rin por la The 1st Coldstream Guards (unidad blindada británica).

## Especificaciones
- Largo: 1,4 m
- Carga propulsora: 5 kg de cordita, disparo eléctrico
- Velocidad máxima: 480 m/s
- Alcance: 1600 m
- Peso: 21 kg con una ojiva AP de 11 kg
- Ojivas:
  - 27 kg HE/SAP (HE /semi-armour piercing, Alto poder explosivo/semiperforante de blindaje)
  - 27 kg HE/GP, (HEAT)
  - 8 kg HE
  - 11kg AP (Armour piercing, perforante de blindaje)
  - 11 kg A/S (Anti-Submarine/antisubmarino)
  - 27 kg Practice (solo para prácticas, con carga inerte)
  - 5 kg Practice (solo para prácticas)